# 旧向島捕虜収容所メモリアルプレート
座標: 北緯34度24分2.7秒 東経133度12分18.04秒 / 北緯34.400750度 東経133.2050111度
旧向島捕虜収容所メモリアルプレート（きゅうむかいしまほりょしゅうようじょメモリアルプレート）は、広島県尾道市の向島にある慰霊碑（慰霊板）。

## 概要

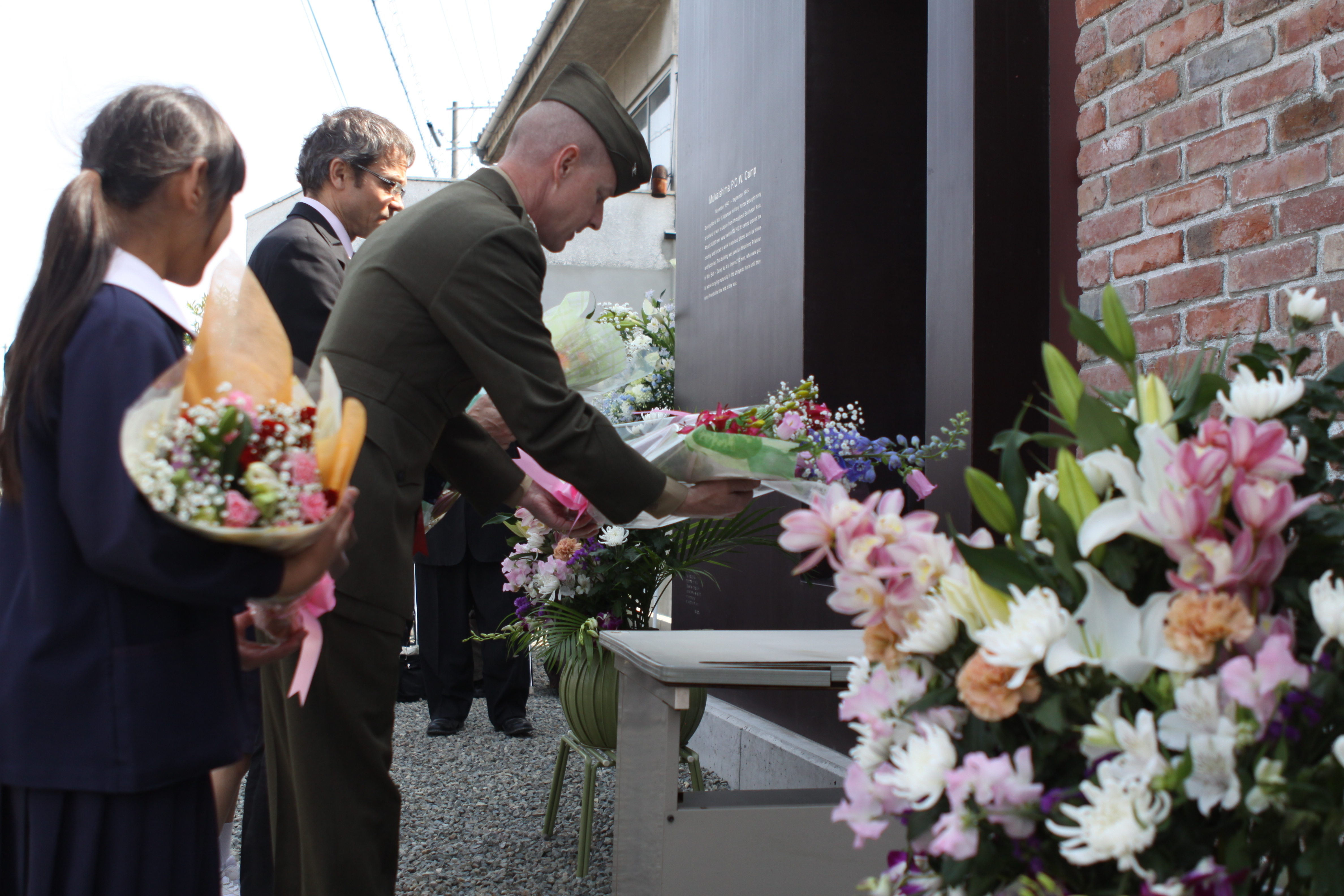
アメリカ兵碑に献花する米兵。手前のレンガがイギリス兵碑。

太平洋戦争中に捕虜収容所と用いられた向島紡績工場の壁に、日イギリス友好および慰霊を目的として2002年設置された。のち建物自体が取り壊されることになったことから2013年現在地である商業施設の一角に移設された。2013年その隣にアメリカ兵のメモリアルプレートが設置された。
向かって右側がイギリス兵、左側がアメリカ兵のプレートになる。周囲の煉瓦は旧向島紡績工場で用いられていたもの。
- イギリス兵碑 : 2002年設置、2013年移設。ステンレス＋人工大理石製、縦1.8m×横0.9m。捕虜として亡くなった英兵士23人の名が刻まれている。
- アメリカ兵碑 : 2013年設置。ステンレス製、縦1.7m×横0.65m。捕虜として亡くなった米兵1人の名が刻まれている[1]。

## 沿革

### 向島収容所

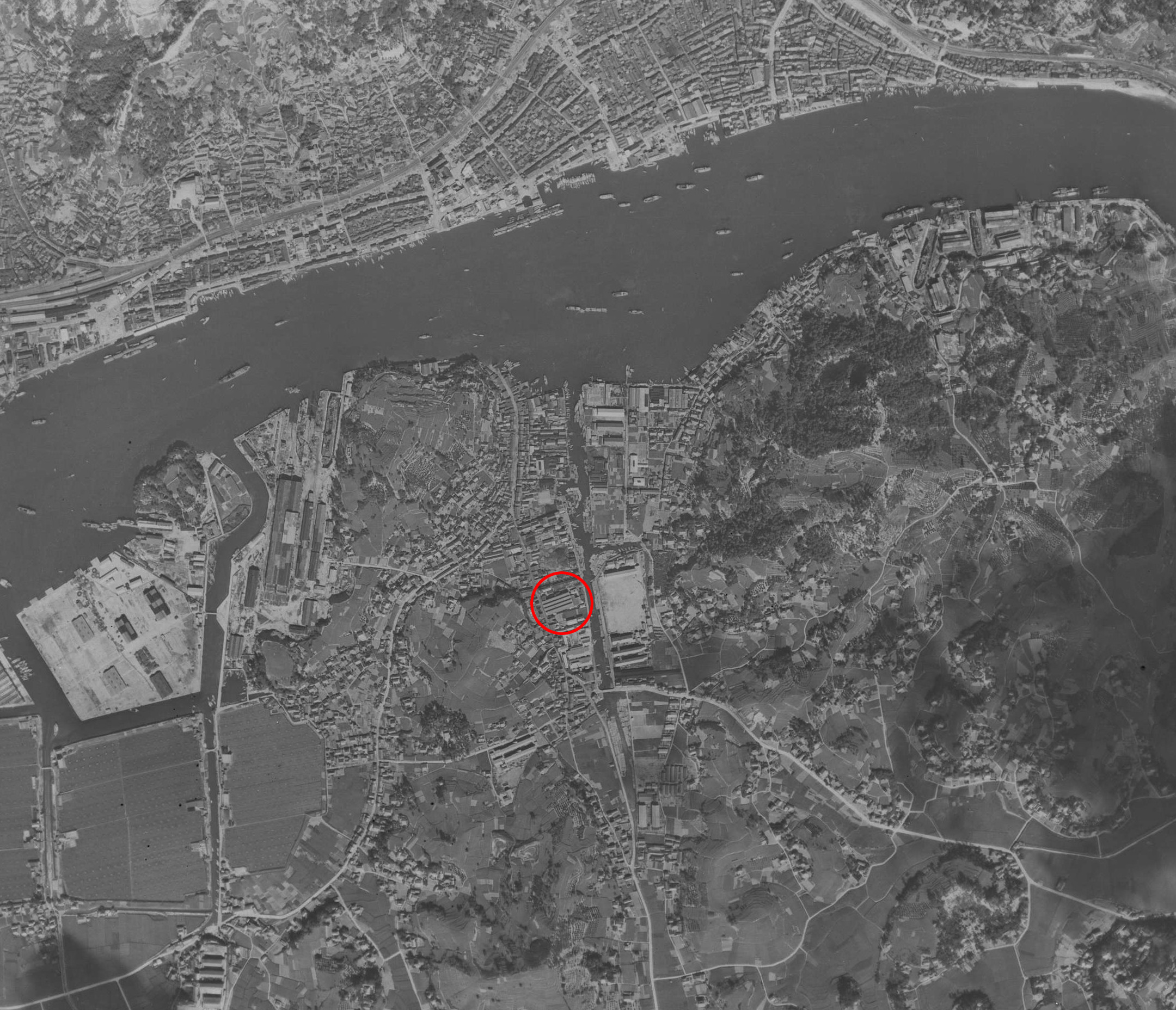
1947年アメリカ軍が撮影した空中写真に旧向島収容所を示したもの。右上が日立造船。

元々収容所として用いられた建物は、1918年帆布工場として建てられたもの。煉瓦造でノコギリ屋根が特徴的な建物であった。1923年頃大日本帝国海軍が借り上げた。
1942年11月、八幡仮俘虜収容所向島分所として開所。東南アジアで捕虜となったイギリス・アメリカ・カナダ兵が収容され、この地の北東にある日立造船向島工場で、船の清掃・荷役のほか溶接・鍛冶などに使役された。この周辺では南の因島にも収容所が置かれ、同様に造船業に使役されている。以下向島収容所のことで判明している終戦までの概略を示す。
- 1942年11月 : 八幡仮俘虜収容所向島分所開所、インドネシアからイギリス兵約100人収容[5]
- 1943年
  - 1月 : 福岡俘虜収容所向島分所に改編[5]
  - 3月 : 福岡俘虜収容所第11分所に改称[5]
  - 7月 : 善通寺俘虜収容所第1分所として移管[5]
  - 12月 : 善通寺俘虜収容所第1派遣所に改称[5]
- 1944年9月 : フィリピンからアメリカ兵116人収容[5]
- 1945年
  - 4月 : 広島俘虜収容所第1派遣所として移管[5]
  - 8月 : 広島俘虜収容所第4分所に改称[5]
  - 8月15日 : 終戦
  - 8月20日 : アメリカ兵10人収容[5]。この兵士たちは広島市への原子爆弾投下により間接被爆している[7]（広島原爆で被爆したアメリカ人参照）。
  - 9月12日 : 解放。この時点での収容人数はアメリカ116人・イギリス77人・カナダ1人[5]。

1945年7月27日には日立造船向島工場が空襲されることになるが、赤十字の印をつけていたことからこの周辺は全く被害はなかった。同年終戦後、連合国側はその赤十字を目標にパラシュート付きの救援物資が入ったドラム缶をいくつも落とし、そしておすそ分けの形で周辺の民家にも落としたことから、空襲で被害のなかった周辺の民家の屋根を壊したという。アメリカ兵捕虜たちはこの救援物資を用いて手製の星条旗を作り掲げている。終戦後日本国内における初の星条旗掲揚と言われている。同年9月13日この星条旗を掲げて尾道港まで行進し帰国した。
この間、死者は24人。内訳はイギリス23人・アメリカ1人で、この人物の名前がプレートに刻まれている。死因は栄養失調によるものがほとんどで、うち15人は到着後2ヶ月以内に死亡していることから東南アジアからの不衛生な航海が死期を早めたと推定されている。劣悪な環境であったが島民は彼らに親切に交流した記録がいくつも残る。死亡した捕虜たちを弔い北側対岸である尾道の共同墓地に墓標が建てられていたが、1947年頃に掘り出され現在は横浜の英連邦戦死者墓地に埋葬されている。

### プレート設置
戦後1948年から建物は向島紡績が用いた。建物自体は広島県の近代化産業遺産に認定されていた。
1998年、向島を訪れた元イギリス人捕虜との交流をきっかけに旧向島町内で慰霊碑建立の機運が高まり、向島キリスト教会の牧師の音頭で寄付を集めていった。そして2002年、向島紡績工場外壁にイギリス兵のプレートが設置された。同年、アメリカ人捕虜にも死者がいたことが判明し、別にプレートを設置する考えも生まれることになる。
そこへ向島紡績は円高の影響により傾き2011年末に操業を停止し敷地を売却、地元スーパーマーケットチェーンエブリイが買い取り建物を取り壊し商業施設が建てられることになった。これにプレートの設置運動を行った市民団体が建物存続に向け動いたものの、膨大な耐震補強が掛かることに加え地元自治体からの補助金が見送られたこともあり存続を諦め、敷地の一角を無償提供されそこに移設することになった。有志からの募金やエブリイからの寄付に加え、廃材となった煉瓦ブロック約2万5千個をガーデニング材として販売して移設資金を集めた。2013年現在地に移設、同年隣にアメリカ兵プレートが設置された。

## 交通
- 西瀬戸自動車道・向島ICから車で約10分
- 尾道渡船兼吉桟橋から徒歩約5分